# Kaple svatého Václava (Neplachov)
Kaple sv. Václava se nachází v obci Neplachov. 28. září 1928 byla slavnostně vysvěcena a zasvěcená patronovi české země sv. Václavovi.

## Historie a vybavení interiéru
Obyvatelé obce Neplachov ve středověku patřili k farnosti Ševětín společně s Drahotěšicemi, Kolným, Mazelovem, Vitínem a Vlkovem. V Neplachově se nacházela velmi prostá stavba kaplička zasvěcená sv. Janu Nepomuckému. Ten je patronem všech řemesel spojených s vodou, ochraňuje mosty a před povodněmi. Kaple se nacházela u mostu nad Neplachovským potokem jen několik metrů od pozdější kaple sv. Václava. Původní kaple, vystavěná v roce 1812, byla na počátku 20. století již v nevyhovujícím stavu a Neplachovští si mezi sebou předávali posměšnou báseň o tom, že na sochu svatého Jana zatékalo střechou: „svatý Jan pláče, že na něj teče“.
28. září 1928 byla slavnostně vysvěcena nová kaple zasvěcená patronovi české země sv. Václavovi. Byla vystavěna pod vedením stavebního mistra Václava Jiráka z Budějovic, který byl neplachovským rodákem z č. p. 85. Samotná stavba je postavena ve slohu připomínajícím klasicismus a je patrově členěna. 
Nahoře je umístěn kůr s harmoniem z dílny vídeňského výrobce Teofila Kotykiewicze, který žil v letech 1849–1920. Harmonium je opatřeno znakem rakousko-uherského mocnářství, tudíž bylo vyrobeno ještě před vznikem Československa. Z kůru vede přístup do věže, kde je umístěn hodinový stroj. Na sobě nese štítek výrobce hodináře Františka Bušty z Veselí nad Lužnicí a datum 28. 9. 1928. Ve zvonici jsou umístěny dva zvony, které jsou uváděny do chodu prostřednictvím dobového kladkostroje spojeného s hodinami. Starší zvonek s reliéfem sv. Václava odlil roku 1764 v Českých Budějovicích zvonař Anton Pergl pocházející ze Znojma. Až do své smrti o 20 let později v Českých Budějovicích odléval zvony pro téměř celé jižní Čechy. Další zajímavostí je špatně čitelný nápis kolem zvonu v červené barvě, na němž stojí: Obec Neplachov, okres Třeboň. Poukazuje na chmurnou dobu nacistické okupace, kdy byl zvonek v roce 1943 odebrán, ale po válce vrácen zpět na své místo. Pravděpodobně byl tento zvon umístěn ve zvonici původní kaple sv. Jana Nepomuckého. Druhý, větší zvonek na sobě nese pouze rok odlití a to 1943.
Interiéru samotné kaple zcela vévodí dřevěný oltář pocházející z roku 1928, jak napovídá i nápis na jeho zadní části. Autorem byl vynikající řezbář František Charvát z Kutné Hory, který žil v letech 1886–1954. Autorem malby podle originálu Karla Škréty na oltáři byl akademický malíř J. J. Šedivý. Křížová cesta byla pořízena z peněz místní rodačky paní Houdkové, tímto činem si splnila své poslední přání. V pravém výklenku vedle oltáře je umístěna původní dřevěná socha sv. Jana Nepomuckého. V interiéru jsou umístěny novodobé sochy od sochaře Ambrože z Hroznějovic. Celková výstavba a vybavení kaple vyšlo na 75 000,- Kč a místní měli tehdy „na účelnost této stavby různé náhledy“. Kaple je majetkem obce a ta se v době jejího zprovoznění zavázala pečlivě se o ni starat.